# TDI (sundhed)
 For alternative betydninger, se TDI. (Se også artikler, som begynder med TDI)
TDI eller Tålelig Daglig Indtagelse (fra engelsk: Tolerable Daily Intake) er den sikkerhedsmargen, som sundhedsmyndighederne fastsætter, når det drejer sig om indholdet af farlige stoffer i f.eks. fødemidler, emballage eller beklædningsgenstande. TDI angives som et maksimalt indhold, målt i antal mg eller PPM sat i forhold til kg legemsvægt.
Grænseværdien finder man ved forsøg med dyr (ofte rotter eller mus), som i alvorlige tilfælde (hvor der er frygt for mulige, arvelige forandringer) fortsættes over flere forsøgsdyrgenerationer.